# Waxensteinhütte
Die Waxensteinhütte ist eine Selbstversorgerhütte der Sektion München des Deutschen Alpenvereins (DAV). Sie liegt unter der Nordwand des Großen Waxensteins und ist ausschließlich von Mitgliedern der Sektion München und der Sektion Oberland buchbar.

## Geschichte
Die Waxensteinhütte (früher Alplhütte oder Aiplehütte) war ursprünglich eine kgl. Forst-Diensthütte. Früher wie heute musste man, wollte man in der Hütte übernachten, den Schlüssel vorher besorgen, damals beim kgl. Forstamt. Sie konnte seit 1920 von der Sektion München des DAV gepachtet werden und dient seitdem als Stützpunkt für die großzügigen, einsamen Kletterrouten an den Nordwänden des Waxensteinkammes.

## Lage
Die Blockhütte steht versteckt im Hochwald unterhalb der Nordwand des Großen Waxensteins.

## Zustieg
Der Weg zur Waxensteinhütte ist nicht ausgeschildert. In Hammersbach geht es vom Wanderparkplatz in Richtung Höllentalklamm. Man lässt die Klamm links liegen und folgt einem Steig bis zu einer Forststraße. Kurz vor dem Ende der Forststraße zweigt nach rechts ein blauweißer Wanderweg ab, diesem folgt man bis zum Beginn der Mittagreißen, dann geht es auf einem schmalen Steig zur Hütte. Gehzeit: 1:45 – 2 h, Höhenmeter: 600 m.

## Nachbarhütten
- Höllentalangerhütte (1381 m), in 2:30 h Gehzeit über die Höllentalklamm zu erreichen.

## Gipfel
- Kleiner Waxenstein (2136 m), in 3 – 3:30 h, Klettertour (Schwierigkeitsgrad II lt. UIAA).
- Von der Waxensteinhütte aus lassen sich sämtliche nordseitigen Klettertouren am Großen und am Hinteren Waxenstein und der Schöneckspitze bewältigen.

## Karten
- Alpenvereinskarte BY8 Wettersteingebirge-Zugspitze (1:25.000)[5]